# Объект 681
Объект 681 — опытная советская боевая машина пехоты. Разработана в КБ Курганмашзавода. Серийно не производилась.

## История создания
В 1972 году в конструкторских бюро Челябинского тракторного завода и Курганского машиностроительного завода были начаты работы по глубокой модернизации БМП-1, целью которой являлось устранение негативного опыта работы с БМП-1, а также повышение тактико-технических характеристик машины в целом.
В ходе работ, от Курганмашзавода в качестве одно из вариантов в 1972 был предложен Объект 680. В 1974 году, был предложен второй опытный образец Объект 675. Однако, многие военные специалисты скептически оценивали возможности 30-мм автоматической пушки 2А38. Поэтому, в качестве компромиссного варианта в конструкторском бюро Курганмашзавода на базе опытной БМП «Объект 680» в 1977 году была создана боевая машина пехоты с обозначением «Объект 681», в которой было установлено 73-мм орудие-пусковая установка. В результате, после 8 лет длительного анализа и сравнений различных предложенных вариантов и модификации, победитель конкурса не был выявлен. Выпуск БМП-1 был продолжен, а параллельно небольшими сериями стал выпускаться Объект 675. От Объекта 681 отказались и работы над машиной были прекращены.

## Описание конструкции

### Броневой корпус и башня
Башня и корпус состояли из сварных броневых катанных листов. В носовой части справа располагалась силовая установка. Десант из семи человек располагался в задней части корпуса и спешивался через люки в корме.

### Вооружение
В качестве основного вооружения использовался гладкоствольный полуавтоматический гранатомёт «Зарница», представлявший собой модернизированную версию орудия 2А28 «Гром» с удлинённым стволом.
Орудие было установлено в башне, боекомплект составлял 40 выстрелов. «Зарница» была снабжена электромеханическим двухплоскостным стабилизатором вооружения.
С «Зарницей» был спарен 12,7-мм  зенитный пулемёт с боекомплектом в 500 патронов. Также на машине был установлен 7,62-мм пулемёт ПКТ. Боезапас которого составлял 2400 патронов .

## Сохранившиеся экземпляры
На сегодняшний день единственный сохранившийся опытный образец находится в Бронетанковом музее в городе Кубинка.